# Lóvua
Lóvua, também chamada de Lóvua Norte, é uma cidade e município angolana que se localiza na província de Lunda Norte.
O município é constituído somente pela comuna-sede, correspondente à cidade de Lóvua.
No município está um dos maiores assentamentos de refugiados das guerras do Congo-Quinxassa.